# 太平山谷
太平山谷（たいへいやまや）は秋田県秋田市にある大字。郵便番号は010-1106。住居表示未実施地区。

## 地理
秋田市の東部、太平地区の中では南東部に位置する。太平川は北東部の源流から南流し、西に流れを変えて地区中央を横断する。西流する区間では並行して秋田県道28号秋田岩見船岡線及びその旧道（太平街道）が走り、緩い峠を越えて河辺へと続いている。太平川流域に農地が広がり、県道・街道沿いに最奥部の野田から十三岱・山谷・地主・上皿見内・下皿見内と集落が並ぶ。野田と上皿見内は太平山の登山道入口がある他、野田の奥の大沢には野田牧場もある。また山谷から南へ逸れると貝ノ沢集落がある。他は山林地帯である。大江氏の遺構と伝えられる古城址が多い。
西・北は太平黒沢、東・南は河辺三内、南西は河辺北野田高野・太平中関に隣接する。

### 小字
31の小字が現存する。
- 字一ノ関（いちのせき）
- 字大沢（おおさわ）
- 字貝田（かいた）
- 字貝ノ沢（かいのさわ）
- 字上皿見内（かみさらみない）
- 字首戸（くびと）
- 字鵁ノ巣（こうのす）
- 字鵁ノ鳥（こうのとり）
- 字三郎屋敷（さぶろうやしき）
- 字皿見内沢（さらみないざわ）
- 字篠戸（しのと）
- 字地主（じぬし）
- 字下皿見内（しもさらみない）
- 字下野（しもの）
- 字新川（しんかわ）
- 字諏訪（すわ）
- 字土沢（つちさわ）
- 字十三岱（とさんたい）
- 字樋ケ沢（とよがさわ）
- 字長坂（ながさか）
- 字中山谷（なかやまや）
- 字夏虫（なつむし）
- 字鍋沢（なべさわ）
- 字野田（のだ）
- 字細越（ほそごし）
- 字水沢（みずさわ）
- 字女滝（めたき）
- 字谷山（ややま）
- 字湯ノ沢（ゆのさわ）
- 字横道（よこみち）
- 字皿見内（さらみない）

### 河川
- 太平川
  - 皿見内沢
  - 無知志沢

## 歴史
「慶長6年秋田家分限帳」に、鎌田旦右衛門代官所のうちとして「太平郷之内山屋村 176石余」とあるのが初見資料である（秋田家文書）。
江戸時代を通じて久保田藩領で、「正保国絵図」では本田当高264石とされている。「享保黒印高帳」では村高345石余・当高389石余（うち本田251・本田並50・新田88）。「享保郡邑記」では80軒あって、うち枝郷の皿見内・土佐ノ台・野田・貝野沢・屋山の5ヶ村分が63軒となっている。枝郷のうち最奥の野田は、正保年間に2軒で開村したという。近世を通じて太平山の表参道登山口とされ、久保田城から野田まで5里、野田から山頂まで3里であった。
「寛政村附帳」では親郷目長崎村の寄郷とされ、当高417石余（うち蔵分264、給分153）。「秋田風土記」では373石・69戸があり、枝郷として5ヶ村の他に、もと中村という1ヶ村があったという。大江氏（永井氏）家臣の末流である鎌田氏が居住していた。「天保郷帳」では389石余とあり、「羽陰温故誌」によるこの頃の人口は345人、馬50。

### 沿革
- 1873年（明治6年）3月 - 大区小区制の改正に伴い、秋田郡山谷村は秋田県第1大区6小区に属した[5]。
- 1884年（明治17年）頃 - 郡区町村編制法の下で、南秋田郡目長崎村・八田村・中関村・寺庭村・黒沢村・山谷村が連合。戸長役場は目長崎村に設置される[3]。
- 1887年（明治20年） - 連合6ヶ村の戸数491、人口3,095（地方行政区画便覧）[6]。
- 1889年（明治22年）4月1日 - 町村制施行に伴い、連合6ヶ村が合併し南秋田郡太平村が発足。太平村大字山谷となる[3]。
- 1892年（明治25年）4月1日 - 太平尋常小学校山谷分教室を山谷尋常小学校と改称（後の山谷小学校）[7]。
- 1954年（昭和29年）10月1日 - 太平村が秋田市へ編入されたことに伴い、名称に「太平」を冠した上で秋田市の大字となる[3]。
- 1982年（昭和57年）2月8日 - 山谷小学校が移転[7]。
- 2012年（平成24年）3月31日 - 山谷小学校が太平小学校に統合され閉校。

### 字域の変遷
地区内で町名整理・住居表示実施その他に伴う区画変更は行われていない。

## 世帯数と人口
2016年（平成28年）10月1日現在の世帯数と人口は以下の通りである。
| 大字                 | 世帯数  | 人口  |
| -------------------- | ------- | ----- |
| 太平山谷（小字全域） | 150世帯 | 539人 |

## 交通

### 鉄道
地区内に鉄道路線・駅は無い。最寄り駅はJR東日本奥羽本線・羽越本線・秋田新幹線の秋田駅。

### バス
- 秋田中央交通
  - 《太平線》 - 皿見内下丁 - 皿見内上丁 - 下野 - 地主 - 小学校前 - 山谷 - 貝の沢口 - 青葉台 - 細越 - 十三岱 - 野田 - 登山口 - 牧場入口 - 開拓前 -

### 道路
- 秋田県道28号秋田岩見船岡線
  - 太平街道

## 施設

### 字大沢
- 野田牧場（字横道に跨る）

### 字貝ノ沢
- 貝ノ沢公民館
- 火結神社

### 字上皿見内
- 皿見内公民館

### 字地主
- 秋田市上下水道局太平地主ポンプ場

### 字十三岱
- 十三岱会館
- 太平十三岱ポンプ場

### 字長坂
- 地蔵堂
- 関谷山荘貝の沢温泉

### 字中山谷
- 秋田市立山谷小学校
- 山谷幼稚園
- 中山谷公民館
- 太平山三吉神社
- 秋田県放射線技士会研修センター
- ケアセンターきらら
- 介護老人保健施設山盛苑

### 字野田
- 野田町内公民館
- 生面神社

### 字横道
- 鎌田果樹園